# Manchester (Connecticut)
Manchester – miasto w Stanach Zjednoczonych, w stanie Connecticut, w hrabstwie Hartford.
W mieście rozwinął się przemysł lotniczy